# 劉昞
劉 昞（りゅう へい、? - 87年）は、後漢の皇族。淮陽頃王。

## 経歴
明帝の子として生まれた。72年（永平15年）、常山王に封じられた。79年（建初4年）4月、淮陽王に徙封された。汝南郡の新安・西華の2県が淮陽国に編入された。86年（元和3年）、章帝の北巡に従った。
87年（章和元年）7月癸卯、死去した。90年（永元2年）、和帝が劉昞の末子の劉側を常山王とし、劉昞の後を奉じさせた。

## 子女
- 劉章（防子侯、常山靖王）
- 劉側（末子、常山殤王）

## 伝記資料
- 『後漢書』巻50 列伝第40